# Halfdan Ragnarsson
Halfdan, in de literatuur ook wel Halfdan Ragnarsson, was een Vikingleider en een van de aanvoerders van het Grote heidense leger dat in 865 in Engeland binnenviel. Volgens latere sagen was hij de zoon van Ragnar Lodbrok en een broer of halfbroer van zijn strijdmakkers Ivar de Beenloze en Ubbe.
Nadat de Denen East Anglia hadden veroverd, overwinterden ze hier, waarna ze het volgende jaar noordwaarts trokken naar
het Koninkrijk Northumbria. Daar veroverden ze de stad Eoferwic, het huidige York. Halfdan wordt vermeld als een van de Vikingaanvoerders tijdens de Slag bij  Ashdown op 8 januari 871. Hier leidde Alfred de Grote het West-Saksische leger naar een overwinning tegen de binnenvallende Denen. Daarbij werd de recent in Engeland gearriveerde Deense koning Bagsecg gedood. Halfdan werd daarna koning van Northumbria, sinds 876 te York. Hij was ook actief in Ierland, waar hij in 877 sneuvelde bij de slag van Strangford Lough.
Er is wel gesuggereerd dat Halfdan dezelfde persoon is als een andere zoon van Ragnar met de naam Hvitserk.